# Barbara Ciszewska-Andrzejewska
Barbara Ciszewska-Andrzejewska, née le 5 juin 1974, est une escrimeuse polonaise. Sa meilleure performance est une médaille d'argentaux championnats d'Europe 1998. Elle a également remporté deux médailles de bronze européennes par équipes.

## Palmarès
- Championnats d'Europe d'escrime
  -  Médaille d'argent aux championnats d'Europe d'escrime 1998 à Plovdiv
  -  Médaille de bronze par équipes aux championnats d'Europe d'escrime 2004 à Copenhague
  -  Médaille de bronze par équipes aux championnats d'Europe d'escrime 1998 à Plovdiv